# مجوهرات زيانية

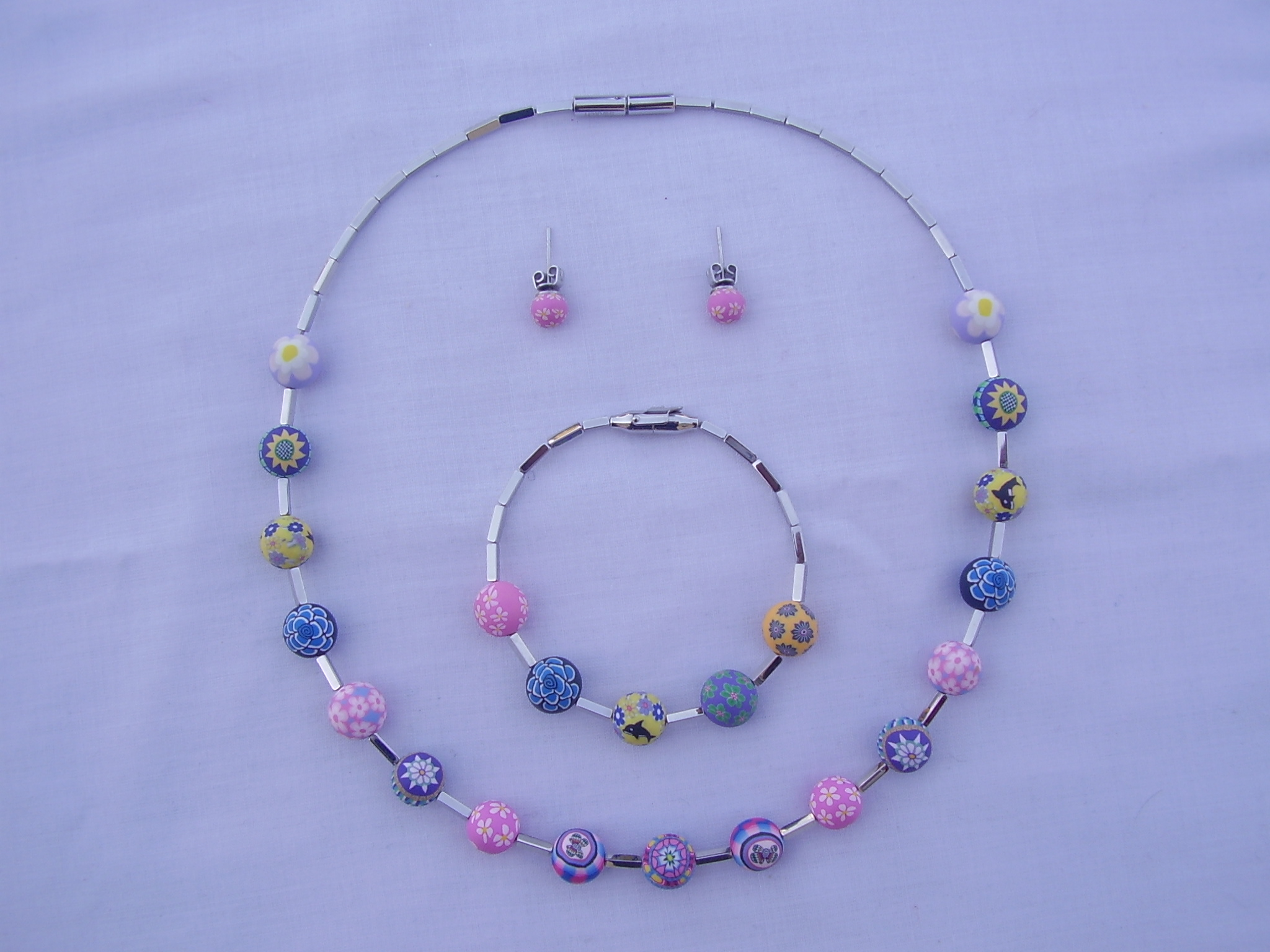
مجوهر زياني سواتش

المجوهرات الزِّيَّانِيّة مجموعة من العناصر الزخرفية التي تُرتدى للزينة والتي تصنع زينة أقل كلفة لتكملة ملابس أو ملابس عصرية معينة  عكس المجوهرات الحقيقية أو الراقية والتي تكون أكثر كلفة والتي قد تعتبر في المقام الأول مقتنيات أو تذكارات أو استثمارات.